# Hollywood (novela de Bukowski)
Hollywood es una novela autobiográfica de 1989 escrita por Charles Bukowski en la que narra sus experiencias escribiendo el guion de la película Barfly (El borracho) y su participación en el difícil viaje hasta llegar a la gran pantalla. La novela está narrada en primera persona, con un estilo directo y crudo característico del autor.
Hollywood está editada en España por la editorial Anagrama.

## Argumento
Volvemos a encontrar en este libro a  Henry 'Hank' Chinaski, el alter ego literario de Bukowski. En la obra nos cuenta su experiencia al trabajar como guionista para una película de Hollywood. La historia comienza con un director, fan de su obra, que quiere que le escriba un guion (El baile de Jim Beam) para llevarla al cine y nos cuenta todas las dificultades que tienen para encontrar respaldo financiero. Todo en el rodaje se hace cuesta arriba, además de los problemas económicos y con las productoras, el protagonista tiene problemas para escribir, azotado por una crisis debido a su avanzada edad y su mala salud, que se agrava con su alcoholismo. El rodaje de la película también está lleno de problemas con los directores, los productores, los actores y los distribuidores, que mantienen al lector con la incertidumbre de si finalmente saldrá adelante.
En la novela se intercalan escenas de su vida en tiempo presente, con recuerdos que plasma en la futura película.

## Escritura
Hollywood es una novela en clave, en la que Bukowski se llama Henry Chinaski y su esposa Linda se llama Sarah. La compañía cinematográfica Cannon se llama Firepower. Bukowski usa los siguientes nombres como seudónimos para las personas con las que trabajó en la película.
- Mickey Rourke, el actor principal de la película, se llama Jack Bledsoe
- Faye Dunaway, la actriz principal, se llama Francine Bowers
- Barbet Schroeder, el director, se llama Jon Pinchot.
- Idi Amin, el protagonista del anterior documental de Schroeder, se llama Lido Mamin
- Menahem Golan, coproductor, se llama Harry Friedman
- Yoram Globus, coproductor, se llama Nate Fischman
- Robby Müller, camarógrafo, se llama Hyans
- Éva Gárdos, la editora, se llama Kay Bronstein
- Frank Stallone se llama Lenny Fidelo
- John Thomas Idlet, un poeta, amigo de Bukowski, se llama John Galt.
- Carl Weissner, traductor alemán, se llama Karl Vossner.
- Michael Montfort, fotógrafo

También se hace referencia a personas que conoció en Hollywood mientras trabajaba en la película:
- Tom Jones se llama Tab Jones
- Edward R. Pressman se llama Harold Pheasant
- Dennis Hopper se llama Mack Austin
- Sean Penn se llama Tom Pell
- Madonna se llama ramona
- Norman Mailer se llama Víctor Norman
- David Lynch se llama Manz Loeb
- Isabella Rossellini se llama Rosalind Bonelli
- Werner Herzog se llama Wenner Zergog
- Taylor Hackford se llama Héctor Blackford
- Roger Ebert se llama Rick Talbot
- Jean-Luc Godard se llama Jon-Luc Modard
- Timothy Leary se llama Jim Serry
- Anton Corbijn es nombrado Corbell Veeker
- Steve Baës se llama François Racine
- Francis Ford Coppola se llama Frances Ford Lopalla